# Алтин-Депе
36°51′29″ пн. ш. 60°25′57″ сх. д. / 36.85791667° пн. ш. 60.432375° сх. д.
Алтин-Депе — городище бронзової доби (2300—1900 до Р. Х.), виявлене на південному заході Туркменістану.
Займало площу 25 га.
Місто виникло на основі місцевої землеробської громади.
Було обнесене фортечним муром з саману та прямокутними сторожовими вежами.
У центрі поселення знаходився храм-зикурат шумерського виду із зображенням голови бика.
Артефакти (вироби зі слонової кістки, печатки, фаянсові намиста) свідчать про тісні зв'язки поселенців з носіями Хараппської цивілізації.
Глиняні статуетки свідчать про існування колісного транспорту.
При розкопках Алтин-Депе виявлені знаки, що нагадують протоеламську та протошумерську піктографію, а також Хараппську писемність.
Культура поселення занепадала без слідів зовнішнього впливу.
В III тисячолітті до Р. Х. в двох центрах ранньоміських цивілізації на півдні Середньої Азії — Алтин-Депе і Намазга-Тепе — проживало від 5000 до 10 000 осіб.

## Господарство
Жителі поселення займалися поливним землеробством і скотарством (верблюдарство).
Зберігало своє значення полювання.
Високої майстерності досягало ремесло.

## Зовнішній вигляд носіїв
Антропологічно жителі Алтин-Депе були європеоїдами середземноморської раси.

## Мовна приналежність
Науковці припускають про приналежність творців культури до протодравидських мов.